# Revolta do Manufahi
Revolta do Manufahi ou Guerra do Manufahi (tetum: Funu Manufahi) foi um conflito armado entre a administração colonial portuguesa de Timor Português e forças do reino de Manufahi e reinos vizinhos, que lideradas pelo liurai D. Boaventura da Costa, se sublevaram nos finais de 1911. A revolta iniciou-se a 24 de Dezembro de 1911, com a morte do comandante do destacamento militar de Same, o tenente Luiz Álvares da Silva, do comandante militar de Faturberliu e de alguns europeus, tendo o conflito armado durado até Outubro de 1912, terminando com captura e exílio do liurai e o fortalecimento do poder e influência do governador Filomeno da Câmara e da administração colonial portuguesa na região. Os relatórios oficiais da administração colonial portuguesa contam 12567 timorenses prisioneiros e 3424 mortos, com a perdas das tropas coloniais a ascenderem a 289 mortos e 600 feridos. Estima-se que, como resultado da rebelião de Manufahi 15000 a 25000 pessoas foram mortas, o que representa mais de 5% da população então estimada de Timor Português.

## Descrição
Em Dezembro de 1911, era comandante militar de Same o tenente Luiz Álvares da Silva e liurai de Manufai D. Boaventura da Costa (ou Boaventura da Costa Sottomayor). Num contexto de grande tensão entre a administração colonial portuguesa em Timor e as comunidades timorenses, causada pela agressiva política de "pacificação" em curso nas colónias portuguesas desde 1895, a que se sobrepunham as incertezas e a resistência local face à recente implantação da República Portuguesa, as relações entre o comandante militar de Same e o liurai de Manufahi degradaram-se a tal ponto que havia vários dias que D. Boaventura não aparecia no comando, apesar de várias vezes ter sido convocado pelo tenente Silva, que inclusive até mandara a casa do liurai, situada na localidade de Bandeira, um soldado português, velho no comando, que apesar de amigo pessoal e compadre de D. Boaventura, fora retido e depois assassinado.
Na manhã de 24 de Dezembro de 1911, véspera do Natal, num ambiente de aparente normalidade, estava o tenente Luiz Álvares da Silva na sua residência, onde acabara de tomar banho, quando chegaram ao comando militar alguns homens, trazendo o que aparentava ser um prisioneiro amarrado. Pensando que se tratava da apresentação de uma queixa, o comandante saiu para a ouvir, como era tradição. Foi então subitamente atacada a golpes de catana e, apesar de ter tentado refugiar-se no posto de comando, foi morto e decapitado. A esposa, que se encontrava dentro da casa com o filho ainda bebé, foi arrastada para o exterior e colocaram-lhe no regaço a cabeça do marido. O corpo foi colocado no interior da residência, onde os sublevados tinham reunido os móveis sobre os quais colocaram o cadáver. Entretanto três portugueses, dois soldados e um civil, que acorreram em socorro foram também mortos.
O comandante militar do posto de Faturberliu, tenente Ferreira, que fora convidado a ir a Same no dia de Natal, foi emboscado e morto na manhã de 25 de Dezembro, perto da ribeira Sui, quando se dirigia para aquela localidade. Entretanto, D. Boaventrua mandou escoltar a mulher e filho do malogrado tenente Luiz Álvares da Silva para Maubisse.
Quando a notícia do assalto ao comando militar de Same e da morte dos portugueses chegou a Dili, o governador Filomeno da Câmara de Melo Cabral iniciou de imediato ações para pôr cobro à rebelião. Mobilizou as forças militares de que dispunha, os moradores fiéis ao regime colonial e as milícias auxiliares e iniciou uma campanha contra os redutos dos revoltosos que durou de Janeiro a Outubro de 1912, com uma dura guerra de guerrilha. O resultado da campanha foi a prisão de D. Boaventura e a sua destituição do cargo  de liurai no dia 26 de Outubro de 1912.
As causas da rebelião assentam sobre motivos nacionalistas e políticos, alguns antigos, outros resultantes da instabilidade provocada pela implantação do regime republicano em Portugal a 5 de Outubro de 1910, e devido a motivações económicas e fiscais relacionadas com novos impostos e com a proibição de abate de sândalo sem pagamento de uma taxa. 
Os motivos nacionalistas estavam radicados na vontade popular de expulsar os portugueses de Timor, que já tivera grande expressão na Guerra de Cailaco (1725-1726), mas que após alguma acalmia dera origem a numerosas rebeliões desde meados do século XIX, a que acresce que desde os tempos do liurai D. Duarte, pai de D. Boaventura, os povos de Manufahi estavam rebelados contra os portugueses vivendo numa forçada pacificação levada a cabo pelo governador José Celestino da Silva.
Os motivos políticos eram mais conjunturais e resultaram da implantação do regime republicano em Lisboa. Os régulos timorenses que tradicionalmente juravam fidelidade ao rei de Portugal, considerando-se sob a sua suserania, não aceitaram a mudança do regime e a troca de bandeira, já que as bandeiras que haviam recebido eram consideradas objetos sagrados (lulic). A troca da bandeira real azul e branca pela nova bandeira verde-rubra era vista como uma quebra da relação, a que acresce que os liurais temiam que com o nome regime fossem também destituídos e perdessem as regalias. Estas últimas consideração levaram a que em Outubro 1910, quando os liurai foram a Díli para assistir à cerimónia da proclamação da República, já existisse um pacto para uma possível revolta, adiada pela presença de um navio britânico no porto. Os neerlandeses, presentes em Timor-Ocidental, terão também incitado a revolta, aproveitando permanecerem monárquicos e por isso respeitadores das monarquias tradicionais timorenses.
Outra das causas das rebeliões que ocorreram em Timor, particularmente nos reinos das províncias de Belos e de Servião, foram o aumento da pressão fiscal resultante do aumento dos impostos e o recenseamento dos gados e coqueiros. Em 1911 a capitação duplicou, passando de uma pataca para duas patacas, o corte de uma árvore de sândalo foi taxado a duas patacas e foi estabelecido um imposto de cinco patacas sobre os animais abatidos por ocasião das cerimónias tradicionais, incluindo os enterros, a construção de uma lulic e a realização de estilos.